# 그래 그래 오늘은 안녕
그래 그래 오늘은 안녕은 1976년 공개된 대한민국의 영화이다.

## 배역
- 이영호
- 한우리
- 박원숙
- 복혜숙
- 윤유선
- 이해룡
- 석인수
- 이정애
- 홍유란
- 백송
- 권오상
- 김왕국
- 임해림
- 신성일 ... (찬조출연)
- 이승용 ... (찬조출연)
- 이영옥 ... (찬조출연)